# Adalateri
L'adalateri (Adalatherium hui) és una espècie de mamífer extint de l'ordre dels gondwanateris que visqué durant el Cretaci superior, 66-72 milions d'anys enrere. És l'única espècie del gènere Adalatherium i de la família dels adalatèrids (Adalatheriidae). És conegut a partir d'un únic espècimen trobat a la formació de Maevarano, a la costa occidental de Madagascar, i es tracta de l'únic gondwanateri del qual s'ha descobert material postcranial. L'holotip, que es creu que era un individu jove, feia uns 60 cm de llargada.
El nom genèric Adalatherium deriva del mot malgaix adàla ('boja') i de therium, la forma llatinitzada de la paraula grega theríon ('bèstia'), mentre que el nom específic hui fou elegit en honor del paleontòleg xinès Yaoming Hu.